# Taï lü
Pour les articles homonymes, voir Lü et LU.
Le taï lü (chinois simplifié : 傣仂语 ; chinois traditionnel : 傣仂語 ; pinyin : dǎilèyǔ ; thaï : ภาษาไทลื้อ), encore appelé taï de Sipsongpanna ou taï de Xishuangbanna (chinois 西双版纳傣话 / 西雙版納傣話, Xīshuāngbǎnnà Dǎihuà) est une langue parlée par la minorité dai, principalement dans le sud du Yunnan en Chine, où c'est une langue régionale officielle. 
En 2001, on estimait à 672 064 le nombre de locuteurs répartis entre la Chine, le Laos, la Birmanie, la Thaïlande et le Viêt Nam, dont 280 000 en Chine.

## Classification interne
Le taï lü appartient au sous-groupe taï de la branche kam-taï des langues taï-kadaï.

## Phonologie
Les tableaux présentent les phonèmes du taï lü de Sipsongpanna, en Chine. 

### Voyelles
Les voyelles sont :
|         | Antérieure  | Centrale | Postérieure |
| ------- | ----------- | -------- | ----------- |
| Fermée  | i [i]       |          | ɯ [ɯ] u [u] |
| Moyenne | e [e]       | ə [ə]    | o [o]       |
| Ouverte | ɛ [ɛ] a [a] |          | ɔ [ɔ]       |

### Consonnes
Les consonnes sont :
|               |               | Bilabiales | Alvéolaires | Alvéolaires | Dorsales | Dorsales | Glottales |
| ------------- | ------------- | ---------- | ----------- | ----------- | -------- | -------- | --------- |
| Centrales     | Latérales     | Bilabiales | Palatales   | Vélaires    |          |          | Glottales |
| Occlusives    | Sourdes       | p [p]      | t [t]       |             |          | k [k]    | ʔ [ʔ]     |
| Occlusives    | Aspirées      | ph [pʰ]    | th [tʰ]     |             |          |          |           |
| Occlusives    | Labialisées   |            |             |             |          | kw [kʷ]  |           |
| Occlusives    | Sonores       | b [b]      | d [d]       |             |          |          |           |
| Fricatives    | sourdes       | f [f]      | s [s]       |             |          | x [x]    | h [h]     |
| Fricatives    | Labialisées   |            |             |             |          | xw [xʷ]  |           |
| Fricatives    | Sonores       | v [v]      |             |             |          |          |           |
| Affriquées    | Affriquées    |            | ts [t͡s]     |             |          |          |           |
| Liquides      | Liquides      |            |             | l [l]       |          |          |           |
| Nasales       | Nasales       | m [m]      | n [n]       |             |          | ŋ [ŋ]    |           |
| Semi-voyelles | Semi-voyelles |            |             |             | j [j]    |          |           |

### Tons
Le taï de Sipsongpanna est une langue tonale qui compte 9 tons. Les tons 7 à 9 n'apparaissent que dans des mots se terminant par les occlusives [t], [k] et [p].
| Ton | Valeur | Exemple     | Traduction            |
| --- | ------ | ----------- | --------------------- |
| 1   | 55     | kaːŋ55van41 | jour, pendant le jour |
| 2   | 41     | na41        | champ                 |
| 3   | 13     | bɛ13        | chèvre                |
| 4   | 11     | nam11       | eau                   |
| 5   | 35     | nɔ35        | pousse de bambou      |
| 6   | 33     | xɔ33mɯ41    | poignet               |
| 7   | 55     | ʔiʔ55bi13   | libellule             |
| 8   | 33     | mɔt33       | ver                   |
| 9   | 35     | mɛŋ41saːp35 | cafard                |

## Écriture
Le taï lü s'écrit dans le Yunnan en Chine avec un alphasyllabaire taï modifié par les autorités chinoises en 1954, le nouveau taï lue :

### Alphasyllabaire
Les caractères des consonnes sont liés aux tons hauts, les premiers dans le tableau, ou aux tons bas, les suivants dans le tableau. par exemple ᦂ [k]  ᦃ [x] ᦄ [ŋ] sont des signes de tons hauts, et ᦅ [k] ᦆ [x] ᦇ [ŋ] sont des signes de tons bas. 
| Caractère     | Caractère | Caractère | Caractère | Caractère | Caractère | Caractère | Caractère | Caractère | Caractère | Caractère | Caractère | Caractère | Caractère | Caractère | Caractère | Caractère | Caractère | Caractère | Caractère | Caractère | Caractère | Caractère | Caractère | Caractère | Caractère | Caractère | Caractère | Caractère | Caractère | Caractère | Caractère | Caractère | Caractère | Caractère | Caractère | Caractère | Caractère | Caractère | Caractère | Caractère | Caractère | Caractère | Caractère | Caractère | Caractère | Caractère | Caractère | Caractère | Caractère | Caractère |
| ------------- | --------- | --------- | --------- | --------- | --------- | --------- | --------- | --------- | --------- | --------- | --------- | --------- | --------- | --------- | --------- | --------- | --------- | --------- | --------- | --------- | --------- | --------- | --------- | --------- | --------- | --------- | --------- | --------- | --------- | --------- | --------- | --------- | --------- | --------- | --------- | --------- | --------- | --------- | --------- | --------- | --------- | --------- | --------- | --------- | --------- | --------- | --------- | --------- | --------- | --------- |
| ᦀ             | ᦁ         | ᦂ         | ᦃ         | ᦄ         | ᦅ         | ᦆ         | ᦇ         | ᦈ         | ᦉ         | ᦊ         | ᦋ         | ᦌ         | ᦍ         | ᦎ         | ᦏ         | ᦐ         | ᦑ         | ᦒ         | ᦓ         | ᦔ         | ᦕ         | ᦖ         | ᦗ         | ᦘ         | ᦙ         | ᦚ         | ᦛ         | ᦜ         | ᦝ         | ᦞ         | ᦟ         | ᦠ         | ᦡ         | ᦢ         | ᦣ         | ᦤ         | ᦥ         | ᦦ         | ᦧ         | ᦨ         | ᦩ         | ᦱ         | ᦲ         | ᦴ         | ᦵ         | ᦶ         | ᦷ         | ᦸ         | ᦹ         | ᦵᦲ        |
| Prononciation |           |           |           |           |           |           |           |           |           |           |           |           |           |           |           |           |           |           |           |           |           |           |           |           |           |           |           |           |           |           |           |           |           |           |           |           |           |           |           |           |           |           |           |           |           |           |           |           |           |           |
| ʔ             | ʔ         | k         | x         | ŋ         | k         | x         | ŋ         | ts        | s         | j         | ts        | s         | j         | t         | tʰ        | n         | t         | tʰ        | n         | p         | pʰ        | m         | p         | pʰ        | m         | f         | v         | l         | f         | v         | l         | h         | d         | b         | h         | d         | b         | kʷ        | xʷ        | kʷ        | xʷ        | a         | i         | u         | e         | ɛ         | o         | ɔ         | ɯ         | ə         |

### Notation des tons
Les tons sont indiqués par deux caractères spéciaux écrits à la fin de la syllabe.
| 1           | 5  | 3  | 2  | 6  | 4  | 7  | 9  | 8  |
| Valeur      |    |    |    |    |    |    |    |    |
| 55          | 35 | 13 | 41 | 33 | 11 | 55 | 35 | 33 |
| Orthographe |    |    |    |    |    |    |    |    |
| -           | ᧈ  | ᧉ  | -  | ᧈ  | ᧉ  | -  | ᧈ  | -  |

## Sources
- (zh) Luo Meizhen, 1992, 西双版纳傣文 - Xīshuāngbǎnnà Dǎiwén, dans 中国少数民族文字 - Zhōngguó shàoshù mínzú wénzì, pp. 63-74, Zhongguo Zangxue Chubanshe  (ISBN 7-80057-082-7)
- (zh) Zhou Yaowen, Luo Meizhen, 2001, 傣语方言研究 - Dǎiyǔ fāngyán yánjiū, Pékin, Mínzú chūbǎnshè  (ISBN 7-105-04625-2)
- (fr) Tai-Luc Nguyen-Tan, 2008, Parlons lü : la langue thaï des Douze mille rizières du Yunnan, Paris, L'Harmattan  (ISBN 2296060773 et 978-2296060777)